# Сарайл
Сарайл (бенг. সরাইল, англ. Sarail) — город на востоке Бангладеш, административный центр одноимённого подокруга. Площадь города равна 14,03 км². По данным переписи 2001 года, в городе проживало 34 950 человек, из которых мужчины составляли 48,91 %, женщины — соответственно 51,09 %. Плотность населения равнялась 2491 чел. на 1 км².